# Jakub Horak
Jakub Horak (Zugo, 17 maggio 1974) è un ex hockeista su ghiaccio svizzero che ha giocato come difensore in Lega Nazionale A per sette squadre diverse, collezionando 729 presenze.

## Carriera
Jakub Horak, di origine cecoslovacca, nacque a Zugo ed iniziò a militare nelle giovanili dell'EV Zug, prima di poter esordire in prima squadra nella stagione 1990-1991. Nelle sue prime cinque stagioni da professionista Horak collezionò 98 presenze, con un gol e quattro assist. Dal 1995 al 1997 invece si trasferì all'HC Ambrì-Piotta, con il quale disputò 73 partite raccogliendo una rete ed otto assist.
Dopo l'esperienza in Leventina Horak ritornò a Zugo, dove nella stagione 1997-1998 conquistò il primo campionato svizzero nella storia del club. Rimase fino al 2000, con un bottino di 25 punti in 158 presenze. Fino al 2002 invece giocò con la maglia dei Rapperswil-Jona Lakers, altra squadra della Lega Nazionale A, marcando 25 punti in 91 partite.
Horak trascorse le due stagioni successive nei ZSC Lions di Zurigo, raggiungendo le semifinali dei playoff; in 104 partite fu capace di segnare 5 reti e di fornire 24 assist, toccando il record personale di 16 punti nella stagione regolare 2002-2003. Dal 2004 al 2007 si trasferì di nuovo, questa volta al Genève-Servette Hockey Club, con cui disputò due stagioni intere prima di interrompere la stagione 2006-2007 per guai fisici. In totale giocò 111 partite con 19 punti guadagnati.
Per la stagione 2007-2008 scelse di militare nell'EHC Basel, squadra con cui giocò 42 incontri e raccolse 6 punti. Per la conclusione della carriera Horak scelse di ritornare all'Ambrì-Piotta con un contratto di due anni valido fino al 2010. Il giocatore si ritirò al termine del contratto dopo aver disputato solo cinque partite nella sua ultima stagione agonistica, dopo averne disputate 729 in venti anni di carriera in Lega Nazionale A.
In nazionale vanta 16 presenze complessive ed una rete, raccolti fra il 1992 ed il 1994, con le selezioni minori, quella Under-18 e quella Under-20.

## Statistiche
Statistiche aggiornate.

### Club
| Stagione  | Squadra         | Stagione regolare | Stagione regolare | Stagione regolare | Stagione regolare | Stagione regolare | Stagione regolare | Playoff | Playoff | Playoff | Playoff | Playoff |
| Stagione  | Squadra         | Lega              | P                 | G                 | A                 | Pt                | PIM               | P       | G       | A       | Pt      | PIM     |
| --------- | --------------- | ----------------- | ----------------- | ----------------- | ----------------- | ----------------- | ----------------- | ------- | ------- | ------- | ------- | ------- |
| 1990-1991 | Zug             | NLA               | 2                 | 0                 | 0                 | 0                 | 0                 |         |         |         |         |         |
| 1991-1992 | Zug             | NLA               | -                 | -                 | -                 | -                 | -                 |         |         |         |         |         |
| 1992-1993 | Zug             | NLA               | 4                 | 0                 | 0                 | 0                 | 0                 |         |         |         |         |         |
| 1993-1994 | Zug             | NLA               | 36                | 1                 | 1                 | 2                 | 10                | 9       | 0       | 0       | 0       | 0       |
| 1994-1995 | Zug             | NLA               | 35                | 0                 | 3                 | 3                 | 8                 | 12      | 0       | 0       | 0       | 0       |
| 1995-1996 | Ambrì-Piotta    | NLA               | 23                | 0                 | 2                 | 2                 | 20                | 7       | 1       | 0       | 1       | 4       |
| 1996-1997 | Ambrì-Piotta    | NLA               | 43                | 0                 | 6                 | 6                 | 38                |         |         |         |         |         |
| 1997-1998 | Zug             | NLA               | 38                | 0                 | 8                 | 8                 | 18                | 20      | 0       | 2       | 2       | 18      |
|           |                 | EHL               | 6                 | 2                 | 2                 | 4                 | 4                 | -       | -       | -       | -       | -       |
| 1998-1999 | Zug             | NLA               | 39                | 2                 | 6                 | 8                 | 28                | 11      | 0       | 1       | 1       | 10      |
|           |                 | EHL               | 6                 | 1                 | 1                 | 2                 | 6                 | -       | -       | -       | -       | -       |
| 1999-2000 | Zug             | NLA               | 39                | 0                 | 6                 | 6                 | 30                | 11      | 0       | 0       | 0       | 6       |
| 2000-2001 | Rapperswil      | NLA               | 40                | 5                 | 6                 | 11                | 58                | 4       | 0       | 0       | 0       | 2       |
| 2001-2002 | Rapperswil      | NLA               | 42                | 3                 | 8                 | 11                | 59                | -       | -       | -       | -       | -       |
|           |                 | Playout           | 5                 | 0                 | 3                 | 3                 | 2                 | -       | -       | -       | -       | -       |
| 2002-2003 | ZSC             | NLA               | 41                | 2                 | 14                | 16                | 61                | 12      | 1       | 1       | 2       | 10      |
| 2003-2004 | ZSC             | NLA               | 36                | 2                 | 9                 | 11                | 16                | 13      | 0       | 0       | 0       | 10      |
| 2004-2005 | Genève-Servette | NLA               | 38                | 1                 | 5                 | 6                 | 47                | 3       | 0       | 0       | 0       | 2       |
| 2005-2006 | Genève-Servette | NLA               | 41                | 5                 | 5                 | 10                | 74                | -       | -       | -       | -       | -       |
|           |                 | Playout           | 6                 | 0                 | 1                 | 1                 | 26                | -       | -       | -       | -       | -       |
| 2006-2007 | Genève-Servette | NLA               | 23                | 0                 | 2                 | 2                 | 16                |         |         |         |         |         |
| 2007-2008 | Basel           | NLA               | 36                | 1                 | 5                 | 6                 | 16                | -       | -       | -       | -       | -       |
|           |                 | Playout           | 6                 | 0                 | 0                 | 0                 | 2                 | -       | -       | -       | -       | -       |
| 2008-2009 | Ambrì-Piotta    | NLA               | 36                | 0                 | 2                 | 2                 | 30                | -       | -       | -       | -       | -       |
|           |                 | Playout           | 12                | 0                 | 2                 | 2                 | 8                 | -       | -       | -       | -       | -       |
| 2009-2010 | Ambrì-Piotta    | NLA               | 5                 | 0                 | 0                 | 0                 | 2                 |         |         |         |         |         |

### Nazionale
| Stagione  | Livello         | Risultati    | Risultati | Risultati | Risultati | Risultati | Risultati |
| Stagione  | Livello         | Competizione | P         | G         | A         | Pt        | PIM       |
| --------- | --------------- | ------------ | --------- | --------- | --------- | --------- | --------- |
| 1991-1992 | Switzerland U18 | EJC-18       | 6         | 1         | 0         | 0         | 4         |
| 1992-1993 | Switzerland U20 | WJC-20 B     | 3         | 0         | 0         | 0         | 4         |
| 1993-1994 | Switzerland U20 | WJC-20       | 7         | 1         | 0         | 1         | 4         |

## Palmarès

### Club
- Campionato svizzero: 1

 Zugo: 1997-98